# Chaïkhzada Babitch
Pour les articles homonymes, voir Babitch.
Chaïkhzada Moukhammetzakirovitch Babitch (bachkir : Шәйехзада Мөхәммәтзәкир улы Бабич, tatar : Шәехзадә Мөхәммәтзәкир улы Бабич ; né le 14 janvier 1895 et mort le 28 mars 1919) est un poète bachkir et tatar, et un auteur classique de la littérature nationale bachkire,,. Il prit part au mouvement de libération nationale bachkir (ru) et fut membre du Gouvernement bachkir (ru) (entre 1917 et 1919). Il fut également président de l'union de la jeunesse panbachkire Toulkyn (ru) (1917-1918).

## Biographie
Il est né dans le village d'Assianovo de l'ouiezd de Birsky (ru) du Gouvernement d'Oufa. Il suivit l'enseignement primaire dans son village, dans la médersa de son père, qui était le mollah d'Assianovo. En 1910, il partit en tant qu'instituteur dans les steppes kazakhes.

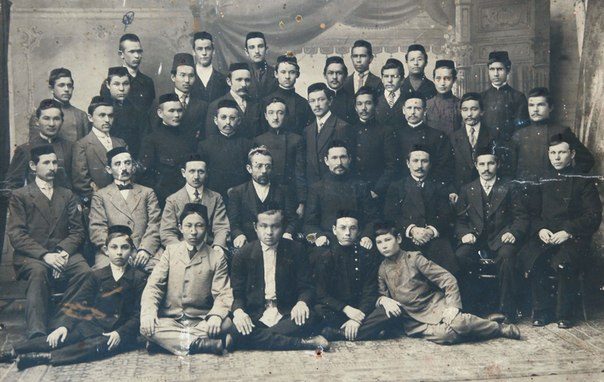
Photographie des étudiants de la médersa Galia en 1916.

Entre 1911 et 1916, il a étudié à la médersa Galia à Oufa. Durant ses études, Babitch s'est passionné pour la littérature, a pris part à des cercles littéraires et musicaux, et a publié dans le journal manuscrit de la médersa Parlak. À la fin de ses études, il s'est installé à Troïtsk où il a travaillé comme enseignant tout en écrivant pour la revue Akmoula.
À la fin de l'été 1917, il déménagea d'Oufa pour s'installer à Orenbourg, où il travailla dans un premier temps pour le journal satirique Karmak.
À partir de l'automne 1917, il prit part au mouvement national bachkir, devint secrétaire du Conseil de l'Autonomie bachkire (ru), rédacteur du journal Bachkort (ru), et dirigeant de l'organisation de la jeunesse bachkire Toulkyn (ru) [la Vague].
Entre 1918 et 1919, il travailla comme correspondant de guerre au sein des troupes bachkires.
Le seul recueil de poèmes de Babitch à avoir été publié de son vivant est Chants bleus - le jeune Bachkortostan, sorti en 1918 à Orenbourg.
Le 25 février 1919, il fut nommé chef de la presse soviétique bachkire BachRevCom (ru).
Le 28 mars 1919, lors du passage de l'Armée bachkire du côté de l'Armée rouge, Babitch et son ami le poète Gabdoulkhaï Irkabayev (ru) ont été tués par le premier régiment de tirailleurs de Smolensk dans le village de Zilaïr (en) de la RSSA bachkire.

## Œuvres

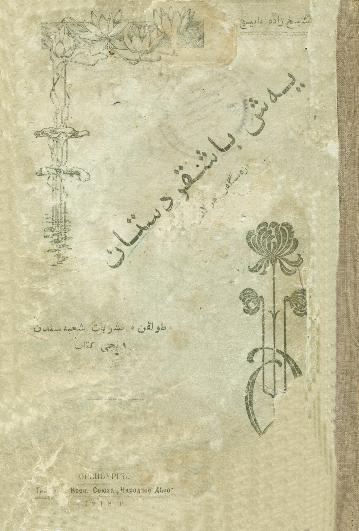
Couverture du recueil Le jeune Bachkotorstan, publié en ancien bachkir en 1918.

### Autres œuvres
- Ballade La punaise (1916)
- Poème Gazazil (1916)
- Un cycle d’épigrammes Kitabennas

## Commémoration
- En 1993, le réalisateur Malik Yakchimbetov lui consacre le documentaire Sur le roc mon sang est épais (На камне кровь моя густая).
- En 1995, le gouvernement de la République de Bachkirie crée un prix d'état pour la jeunesse Chaïkhzada Babitch.
- Le musée de Babitch est inauguré en 1995 dans son village natal.
- Le nom de Babitch portent l'école du village d'Assianovo (ru) et le gymnase du village de Zilaïr (en).
- Le buste du poète est installé à Assianovo, à Sibaï, à Zilaïr et à Kigazytamakovo (ru) le village de la famille Babitch dans le raïon Michkinski de Bachkirie.
- Les plaques sont installées sur la façade du bâtiment de la médersa Ghalia (Assianovo) et sur le bâtiment du Zilaïr près duquel le poète s'est fait tuer.
- Les rues de plusieurs localités de Bachkirie portent le nom de Babitch.
- La Bibliothèque de la littérature bachkir et tatare de Tcheliabinsk porte le nom de Chaïkhzada Babitch.
- En 2017, le film Babitch est réalisé par Boulat Youssoupov. Le rôle du célèbre poète est incarné par Ilgiz Tagirov, acteur du Théâtre national de la jeunesse Mustai Karim (ru) (Oufa)[6].